# NK Sloga Tolisa
NK Sloga je hrvatski nogometni klub iz Tolise kod Orašja.

## Povijest
Klub je osnovan 1947. godine. Među najvećim uspjesima NK Sloge su osvajanje Kupa Zadrugara 1987. godine, nastup u regionalnoj ligi BiH od 1988. do 1992. godine, te nastup u Drugoj ligi FBiH – Sjever u sezoni 2010./11. U sezoni 2013./14. osvojili su prvo mjesto u 1. županijskoj ligi, ali su zbog teške situacije izazvane poplavama koje su pogodile ovo područje odustali od natjecanja u drugoj ligi.
Trenutačno se natječe u 1. županijskoj ligi PŽ.